# 高原王
高原王（たかはらおう、生没年不詳）は、平安時代初期の皇族・貴族。臣籍降下後の氏姓は三原朝臣。一品・新田部親王の後裔。官位は従五位上・伊豆守。

## 経歴
仁明朝の承和5年（838年）従五位下に叙爵し、承和7年（840年）伊豆守に任ぜられる。この間の承和6年（839年）雨乞いのために伊勢大神宮に派遣されている。
文徳朝に入ると、嘉祥3年（850年）3月の仁明天皇の初七日に近陵の七ヶ寺に遣使が行われた際、道野王とともに桧尾寺使を務める。また、同年8月には宝剣・明鏡・名香・綵帛を奉るために、宇佐八幡宮と香椎廟に派遣されている。のち、仁寿元年（851年）従五位上、仁寿2年（852年）伊豆守に叙任されている。
清和朝の貞観元年（859年）三原朝臣姓を与えられて臣籍降下した。

## 官歴
『六国史』による。
- 時期不詳：正六位上
- 承和5年（838年） 正月7日：従五位下
- 承和7年（840年） 3月5日：伊豆守
- 仁寿元年（851年） 11月26日：従五位上
- 仁寿2年（852年） 11月7日：伊豆守
- 貞観元年（859年） 9月5日：臣籍降下（三原朝臣）